# Jack Lambert
John Harold Lambert (Mantua, Ohio, Estados Unidos; 8 de julio de 1952), más conocido como Jack Lambert, es un exjugador profesional de fútbol americano. Jugaba en la posición de linebacker y desarrolló toda su carrera en los Pittsburgh Steelers de la National Football League (NFL).
Lambert jugó este deporte en la Universidad de Kent, ganando honores en su desempeño como linebacker. Los Pittsburgh Steelers lo reclutaron como una segunda selección en el draft de 1974. Jugó con los Steelers por 11 años, fue nombrado el novato defensivo del año en 1974. En un lapso de nueve años, lo nombraron a nueve Pro Bowls, además fue nombrado el jugador defensivo del año adentro de la NFL en 1976. Jugó cuatro de los seis Super Bowls en los que salieron victoriosos los Steelers, IX, X, XIII, XIV. Lambert usó el número 58 durante su carrera, y era uno del Steelers más populares. Sus fanáticos se hacían llamar los "Lunáticos de Lambert." En 1990, Lambert fue seleccionado al Salón de la Fama de la NFL en Canton, Ohio. Actualmente, Lambert se ha retirado a su vida privada, aunque a veces hace apariciones ocasionales en los medios.
En la lista de los 100 mejores jugadores de la historia de la NFL publicada en noviembre de 2010, Lambert fue ubicado como el cuarto mejor LB de todos los tiempos, solo detrás de Lawrence Taylor, Dick Butkus y Ray Lewis.